# لاکلید (آیداهو)
لاکلید (به انگلیسی: Laclede) یک منطقهٔ مسکونی در ایالات متحده آمریکا است که در شهرستان بونر، آیداهو واقع شده‌است. لاکلید ۶۴۱٫۹۲ متر بالاتر از سطح دریا واقع شده‌است.